# 歌う応援隊ヒトミリリィ
歌う応援隊ヒトミリリィ（ヒトミリリィ）は、日本の男女二人組音楽ユニット。レーベル事務所は合同会社BigBearRichRecords。福井ブランド大使。

## 概要
音楽を通して『応援し合える世の中を創る！』を合言葉に、ライブを【音楽激励会】と称して活動中。日本中へ応援ソングと音楽激励会を届けている。
グループコンセプトは「わっしょい」。日本語では「和を背負う」、ヘブライ語では「神が来た」。そんな意味があることから「音楽を通して応援し合える世の中を。」という願いを音楽に込め。

## メンバー

### ヒトミ
- 人見 仁子（ひとみ よしこ、1968年10月13日（56歳） - 、大分県大分市出身、O型）
- ボーカル、振付、ウォッシュボード、鍵盤ハーモニカ担当[1]。
- 現在の肩書きは、歌手、ライバー、ラジオパーソナリティ、福井ブランド大使
- 幼少期にちびっ子のど自慢大会で優勝したことで歌の世界に興味をもつ。日本舞踊（花柳流）、ダンス（クラシック、ジャズ、モダン）、劇団、アイドルグループ所属などの芸能活動を経験。
- 東京に上京してロックバンドのボーカリストとなり、ベリと出会い「歌う応援隊ヒトミリリィ」を結成した[2]。
- 365日毎日「17Live」を配信。【公式】認証ライバーとして認定されている。
- 50才代に見えないことから日本テレビ「ヒルナンデス」に出演[3]

### ベリ
- 川縁 清志（かわべり きよし、1976年9月11日（48歳） - 、福井県福井市出身、O型）
- 身長173センチ、ボーカル、アコースティック・ギター、作詞、作曲担当[1]。
- 現在の肩書きは、レーベル代表、音楽プロデューサー、実業家、アーティスト、作詞、作曲、編曲家、福井ブランド大使
- 水道設備業の3人兄弟の長男として生まれる。福井市宝永小学校卒業、福井市進明中学校卒業、福井県立羽水高等学校卒業、金沢星稜大学経営学部卒業。
- 中学2年のときに近所のお兄ちゃんが弾いていたベースの影響で音楽の世界に。19才のときにバンドを組み。2002年Sunflower's Gardenでポニーキャニオンからメジャー・デビューした[4]。
- 2019年、知人の勧めで改名。
- 福井 伝統工芸アイドルグループ『さくらいと』プロデューサー[5]

## ディスコグラフィ

### シングル
ヒトミリリィ名義
- 『粗品』　※メジャーデビュー曲

1. 泣いたっていいさ
2. 輝き一つ、ちゃんとこの胸に
3. 運命という偶然達へ

- 『三両目から　さくら散る頃』

1. 三両目から　さくら散る頃
2. ホロカラ

歌う応援隊ヒトミリリィ名義
- 『Song For カラアゲ』
  - 大分県宇佐市、大分県のソウルフード【からあげ】を舞台に制作された長編映画 『カラアゲ☆USA』の公認応援ソング
- 『僕はゆめまる 夢がある』
  - 福井市宣伝隊長 朝倉ゆめまる公式応援ソング

### アルバム
ヒトミリリィ名義
- 『くもり のち 晴れ』

1. 小さな願い
2. 三両目から さくら散る頃
3. 意地とプライドPartII
4. 大丈夫さ
5. 僕は僕らしく 君は君らしく
6. オブラート
7. ホロカラ
8. いっしょに
9. 夕陽と愛の歌

歌う応援隊ヒトミリリィ名義
- 『三三七拍子!!』

1. あの坂道越えたら
2. 朝陽のメロディ
3. ハロー!リトルボーイ
4. 旅の途中
5. 応援戦隊ウタウンジャーのテーマ
6. 翼
7. かえろかな
8. 未完成な僕の夢の地図

- 『わっしょい!!』

1. Song For カラアゲ（映画「カラアゲ☆USA（主演：高橋愛）」キャンペーンソング）
2. 僕の白い世界（IPCクロスカントリースキーワールドカップ2015旭川大会応援ソング）
3. Day colors（花の店ボン・ベゼ新商品イメージソング）
4. 自転車
5. キラキラトゥモロー
6. HAPPYの方程式
7. 夜明けだ
8. キラリ（マラソン大会第一回おおのがわSmile RUN!テーマソング）

### コンピレーション・アルバム
歌う応援隊ヒトミリリィ名義
- 『ふるさと』
  - 「かえろかな」収録
- 『ふるさと2』
  - 「キラリ」収録

## 来歴
2005年
- 10月、ヒトミリリィを結成。関東近郊のライブハウス、ストリートにて積極的に活動開始。同時に「音で繋がる人と人の輪」をコンセプトにしたライブイベント、ヒトミリリィPresents【オトの輪】を開催開始。
- 都電荒川線の車両を貸切ミニツアーライブをする。

2006年
- 11月、第一回渋谷音楽祭に出演し、谷村新司と出会い、翌年発売アルバム『オリオン13』にコーラス参加。

2007年
- 4月、シングル『三両目から　さくら散る頃』にてインディーズデビュー。
  - 谷村新司から「向かい風こそ、元気をくれる。そのことを笑顔で伝えてくれるヒトミリリィ、一押しです!」と推薦コメントをもらう。
  - タワーレコード渋谷店ウィークリーチャート初登場20位。
  - 渋谷・原宿・新宿・池袋をファンと一緒に練り歩きパレードをしながら自分たちで出来る宣伝をして回り大きな反響を呼ぶ。
- 8月、初アルバム『くもりのち晴れ』リリース。
  - タワーレコード渋谷店アルバウィークリーチャート初登場4位、総合売上25位。
- ツアーファイナルは初のワンマンライブを渋谷DESEOで行い前売チケットが完売。
- 10月、埼玉県岩船で行われた野外フェスにてthe brilliant green、ソエル、星村麻衣、ナナムジカ等のオープニングアクトを務める。
- 11月、「オトの輪 vol.7」吉祥寺のライブハウスシャッフルを7日間貸し切り合計40バンド参加の一大イベントを開催。通しての動員1000人。
- NHKスタジオパークからこんにちはのイベントにレギュラーで出演。
- 11月23，24，25日に神奈川県三浦市三崎で行われたNHK主催ライブイベント【ロックの学園】に出演。

2008年
- 4月30日、ソニー・ミュージックマーケティングユナイテッドからマキシシングル「粗品」で、メジャー・デビュー。
  - 平山雄一からジャケットの帯コメントを贈られる。
  - タワーレコード全店　ウィークリーチャートALL30位、シングル10位
  - JAPAN COUNTDOWNJ-POP27位
  - ニッポン放送系ミューコミJ-POP10位、CDジャーナルJ-POP3位。
  - マキシシングル「粗品」レコ発も兼ねた自主企画イベント「オトの輪vol.8」を渋谷CLUB QUATTROで開催。動員740名を記録。
- 8月
  - ヒトミの地元大分県「大分七夕祭り」メインゲスト出演。
  - 「24時間テレビ 愛は地球を救う31」公式ライブイベント出演。
- 10月
  - 栃木県で開催された野外イベント「岩舟山クリフステージ」に出演
  - 福井県福井市主催「駅前音楽祭」にゲスト出演

2009年
- 1月、インディーズレーベル「合同会社Big Bear Rich Records」設立。
- 吉祥寺SHUFFLEにて毎月2～3回　ヒトミリリィ自主企画イベント「悲しい涙より　笑って泣け」を開催開始
- 2月 - 7月　秋葉原のフリーライブスペース「LIVE PARK IN AKIBA」にて平日ほぼ毎日フリーライブを決行
- 4月、「LIVE PARK IN AKIBA」にて“秋葉に元気を取り戻そう!!”のスローガンを掲げ、入場無料イベント「ガッツフェス」を開催。
- 5月、全国に175店舗ある日本最大ネットカフェチェーンの「自遊空間」がスポンサーのインターネットテレビ局jiqoo TVにて、毎週レギュラー番組「ちょいガッツTV」放送開始（終了）
- 5月、専門学校エディスパソコン学園のテレビCM、ウェブCMに「ホロカラ」がタイアップ
- 6月、ライブ映像配信サイト「Real BB Music」にてライブ映像、着うた配信一斉に開始、OA回数初登場1位。
- 10月、栃木県で開催される野外イベント「岩舟山クリフステージ」に出演
- 11月、人権週間（12月第1週目）に広告CM音楽として「泣いたっていいさ」タイアップ

2010年
- 6月4日、アルバム「三三七拍子!!」をBigBearRichRecordsから発売。
  - 発売記念ワンマンライブを九段会館にて開催。タワーレコードオンラインデイリーランキング総合1位。
- 6月、アルバムレコ発コンサートを「九段会館」で開催。
- 8月、江ノ島の海の環境問題を考えるイベント「SAVE THE OCEAN2010」のテーマ曲「キラキラ景色」楽曲制作
- 9月、千葉県全域で行われた、まるゴミ‘10　木更津・君津地区応援歌「子供の瞳」作詞・演奏担当

2011年
- ヒトミリリィの更なる飛躍のための新曲制作のためライブ活動休止期間に入る。3年間ライブ活動休止[6]。

2012年
- 2月、ヒトミの母校・大分県立大分商業高等学校の修学旅行のゲストとして、宿泊中のホテルにてサプライズライブを行う。在校生の盛り上がりに、引率した校長先生から、11月の学園祭出演依頼をその場で受ける。
- 5月、ライブ休止期間にもかかわらず、知人の勧めで申し込んだWEBサイト賃貸コンシェルジュハウス主催「第1回　CCHストリートパフォーマンスコンテスト」でミュージシャン部門・大道芸部門・ダンザー部門全て合わせて、投票数第1位となり総合優勝。
- レーベルBBRRの所在地・練馬にあるコミュニティFM練馬放送にてレギュラー番組「ヒトミリリィのホームメイドラジオ」が放送開始。
- 8月、海の環境問題を考えるイベント「SAVE THE OCEAN2012」＠新江ノ島水族館出演
- 10月、ルイードを中心に1週間行われる「COUNTER ACTION」出演。共演にGAO・石田ミホコ」と3マン
- 11月、大分商業の文化祭へゲスト出演。おおいたガチキャラプロジェクト「あいむそーりん」の公認応援団に任命
- ヒトミ、ベリ両名「福井ブランド大使」に任命される
- 大分PRイベント「おおいた地獄蒸し祭りin東京タワー」ライブ参加

2013年
- 1月、練馬放送主催「ネリブロワンダーランドinゆめりあホール」参加

2014年
- 1月1日、活動再開。
- 9月公開映画「カラアゲ★USA」の公認応援歌「Song For カラアゲ」を制作。
- 10月、NHK大分放送局 FMラジオ 合唱で歌いたい歌特集 で、歌手と一緒に歌いたい歌に「Song For カラアゲ」が選ばれ、大分の市民合唱団80名と一緒にラジオ出演。
- 10〜11月、「Song For カラアゲ」発売記念ツアーとして、大分の宇佐、中津、豊後大野、大分市内を中心にからあげ専門店 店頭ライブツアーを決行。全25ケ所。

2015年
- 2月、高校生応援サイト【キャンパスNOW】動画番組：Enjoy Campus Life SP にて楽曲『旅の途中（オープニング）』　『ハロー!リ トルボーイ（エンディング）』タイアップ。
- 2月、IPCクロスカントリースキーワールドカップ2015旭川大会の 公式応援ソング「僕の白い世界」を制作。
- 3月、大分市鶴崎で開催されるマラソン大会「おおのがわ Smile RUN!」のテーマソング「キラリ」制作。

2016年
- 福井県福井駅前に新しくできた商業施設ハピリン内、日本初の全天周ドームシアターセーレンプラネット開館記念映画【星々の約束】の映画音楽を川縁が担当[7]。

2017年
- 福井市宣伝隊長 朝倉ゆめまる公式応援ソング「僕はゆめまる 夢がある」制作提供[8]。
- 大分県豊後大野市 ヘプタゴン応援ソング「Hey!Hey!ヘプタゴン!」制作提供。
- 幕張メッセ主催イベント「マクハリ的粋祭り」の為の幕張新都心応援ソング制作提供。

2018年
- NHK福井放送局「情報たら福 いこっさ!きこっさ!」テーマソング制作提供。

2020年
- 現在、事務所の所在地東京練馬区とヒトミの故郷大分[9]、そして会社共同経営者の川縁の故郷福井3ケ所を拠点に活動中。